# Goldhäuser Teich
Goldhäuser Teich este o arie protejată (arie specială de conservare — SAC, sit de importanță comunitară — SCI) din Germania întinsă pe o suprafață de 19,61 ha, integral pe uscat.

## Localizare
Centrul sitului Goldhäuser Teich este situat la coordonatele 51°15′22″N 8°48′59″E / 51.2561°N 8.8164°E.

## Înființare
Situl Goldhäuser Teich a fost declarat sit de importanță comunitară în noiembrie 2004 pentru a proteja 1 specie de animale. Situl a fost protejat și ca arie specială de conservare în martie 2008.

## Biodiversitate
Situată în ecoregiunea continentală, aria protejată conține 1 habitat natural: Lacuri eutrofice naturale cu vegetație de tip Magnopotamion sau Hydrocharition.
La baza desemnării sitului se află o specie protejată de  păsări: șoimul rândunelelor (Falco subbuteo).
Pe lângă speciile protejate, pe teritoriul sitului au mai fost identificate 5 specii de nevertebrate.